# Östliche Ozelotkatze
Die Östliche Ozelotkatze (Leopardus emiliae) ist eine südamerikanische Katzenart. Sie ist eine der kleinsten südamerikanischen Katzen und nahe mit der Nördlichen Tigerkatze (Leopardus tigrinus) und der Südlichen Tigerkatze (Leopardus guttulus) verwandt. Sie kommt südlich des unteren Amazonas in den brasilianischen Bundesstaaten Pará, Tocantins, Maranhão, Ceará, Rio Grande do Norte, Paraíba, Pernambuco, Alagoas, Bahia und Goiás vor und ist die einzige nur in Brasilien vorkommende Katzenart.

## Merkmale
Die Katzenart erreicht eine Kopf-Rumpf-Länge von 41,5 bis 51 cm, hat einen 26 bis 32 cm langen Schwanz und wird 1,27 bis 3,5 kg schwer. Die Hinterfußlänge beträgt 105 bis 116 mm und die Ohren sind 37 bis 52 mm lang. Das Fell ist relativ rau. Die Grundfarbe am Rücken und an den Körperseiten ist hellgelb, graugelb oder ein sehr helles Gelbbraun. Die Bauchseite ist weißlich, ein sehr helles grau oder leicht gelblich mit einigen kleinen oder mittelgroßen dunklen Flecken. An den Körperseiten befinden sich kleine, runde, dunkle Rosetten, die sich nicht zu Streifen vereinen. Die Ränder der Rosetten sind dünn und in der Regel unterbrochen. Einige Exemplare zeigen schwarze Streifen, die von der hinteren Rückenmitte bis zur Schwanzbasis verlaufen. Melanistische Individuen sind bei der Östlichen Ozelotkatze bisher unbekannt.

## Lebensweise
Die Östliche Ozelotkatze kommt in vier verschiedenen Ökosystemen vor, im tropischen Regenwald des südöstlichen Amazonasbeckens, im Atlantischen Regenwald, in der semiariden Caatinga und in den Savannen des nördlichen und mittleren Cerrado. Ihr Nahrungsverhalten in freier Wildbahn ist bislang nur unzureichend untersucht worden. Die Mägen von zwei Weibchen, die in der brasilianischen Caatinga lebten, enthielten überwiegend Eidechsen. Auch die Kotproben von Katzen, die in der semiariden Caatinga beheimatet waren, bestätigten ein Überwiegen von Echsen, daneben konnte man Heuschrecken, Tausendfüßler, Käfer und Vögel nachweisen. In dieser Region stellen Nagetiere offenbar einen nur geringen Anteil am Nahrungsspektrum dar, weil hier die Bestandszahlen an diesen kleinen Säugetieren verhältnismäßig gering sind. In der Caatinga sind Ozelotkatzen tagaktiver als in anderen Regionen ihres Verbreitungsgebietes, was den verhältnismäßig hohen Anteil tagaktiver Eidechsen an ihrer Beute erklärt.

## Systematik
Die Östliche Ozelotkatze wurde im Jahr 1914 durch den britischen Zoologen Oldfield Thomas unter der Bezeichnung Felis emiliae erstmals wissenschaftlich beschrieben. Das Typusexemplar stammte aus Ceará. Sein Kollege John A. Allen ordnete die Form im Jahr 1919 der Ozelotkatze als Unterart zu und gab ihr den wissenschaftlichen Namen Oncifelis guttula emiliae. Cabrera stellte die Gültigkeit des Taxons im Jahr 1958 in Frage, da Thomas die Form nicht mit Exemplaren aus Französisch-Guyana verglichen hatte, wo sich die Terra typica der Ozelotkatze befindet, und synonymisierte die Ozelotkatzen des nordöstlichen Brasiliens mit Felis (Leopardus) tigrinus tigrinus, eine Entscheidung, der auch spätere Autoren folgten. Wegen der unterschiedliche Fellfärbung und vor allem nach einem Vergleich der Schädelmorphometrie bekam die Östliche Ozelotkatze im Jahr 2017 wieder den Status einer eigenständigen Art. Ob es sich bei Leopardus emiliae tatsächlich um eine eigenständige, von Leopardus tigrinus deutlich verschiedene Art handelt, wird von zahlreichen Wissenschaftlern angezweifelt.

## Belege
1. 1 2 3 4  
Fabio Oliveira do Nascimento & Anderson Feijó: Taxonomic revision of The Tigrina Leopardus tigrinus (Schreber, 1775) species group (carnivora, felidae). Papéis Avulsos de Zoologia - Museu de Zoologia da Universidade de São Paulo, Volume 57(19):231-264, 2017, ISSN 0031-1049 PDF
2. ↑  
Mel Sunquist, Fiona Sunquist: Wild Cats of the World. The University of Chicago Press, Chicago 2002, ISBN 0-226-77999-8, S. 132
3. ↑  
Oldfield Thomas (1914). On various South American mammals. The Annals and Magazine of Natural History, series 8, 13:345-362.
4. ↑  
John A. Allen (1919). Notes on the synonymy and nomenclature of the smaller spotted cats of Tropical America. Bulletin of the American Museum of Natural History, 41:341‐419.
5. ↑  
A. Cabrera (1958). Catalogo de los mamíferos de América del Sur. Revista del Museo Argentino de Ciencias Naturales “Bernardino Rivadavia”, Ciencias Zoológicas, 4(1):1‐307.
6. ↑  
Tadeu G. de Oliveira, Lester A. Fox-Rosales, José D. Ramírez-Fernández, Juan C. Cepeda-Duque, Rebecca Zug, Catalina Sanchez-Lalinde, Marcelo J. R. Oliveira, Paulo H. D. Marinho, Alejandra Bonilla-Sánchez, Mara C. Marques, Katia Cassaro, Ricardo Moreno, Damián Rumiz, Felipe B. Peters, Josué Ortega, Gitana Cavalcanti, Michael S. Mooring, Steven R. Blankenship, Esteban Brenes-Mora, Douglas Dias, Fábio D. Mazim, Eduardo Eizirik, Jaime L. Diehl, Rosane V. Marques, Ana Carolina C. Ribeiro, Reginaldo A. Cruz, Emanuelle Pasa, Lyse P. C. Meira, Alex Pereira, Guilherme B. Ferreira, Fernando F. de Pinho, Liana M. M. Sena, Vinícius R. de Morais, Micheli Ribeiro Luiz, Vitor E. C. Moura, Marina O. Favarini, Karla P. G. Leal, Paulo G. C. Wagner, Maurício C. dos Santos, James Sanderson, Elienê P. Araújo & Flávio H. G. Rodrigues (2024): Ecological Modeling, Biogeography, and Phenotypic Analyses setting the Tiger Cats’ Hyperdimensional Niches reveal A New Species. Scientific Reports. 14: 2395. DOI: 10.1038/s41598-024-52379-8